# Кружляк (заказник)
Кружля́к — ландшафтний заказник місцевого значення в Україні. Розташований біля північної околиці села Байківці Тернопільського району Тернопільської області. 
Площа 6 га. Статус присвоєно згідно з рішенням Тернопільської обласної ради № 838 від 8.12.2017 року. Перебуває у віданні: Байковецька сільська рада.
Під охороною — водно-болотний масив у межах долини річки Гніздечна. У рослинному покриві переважають угруповання вологих та заболочених лук (осока гостра, осока гостроподібна, осока несправжньосмикавцева, живокіст лікарський, півники болотні та інші). Особливо цінним є пальчатокорінник травневий, вид, занесений до Червоної книги України.